# Corbeil
 Corbeil  es una población y comuna francesa, en la región de Gran Este, departamento de Marne, en el distrito de Vitry-le-François y cantón de Sompuis.

## Demografía
| 140 | 140 | 133 | 118 | 113 | 104 |
| Para los censos de 1962 a 1999 la población legal corresponde a la población sin duplicidades (Fuente: INSEE [Consultar]) |     |     |     |     |     |

## Toponimia
Corobilium (s. IV) ; Corbolium (1179) ; Corbueil (vers 1200) ; Corboil (1234 et 1243) ; Corbeil (1367) ; Corbel (1522) ; Corbeile (1556) ; Corbert (1566) ; Corbeil-lez-Dampierre (1573) ; Corbeille (1655) ; Corbeil (1667).
Del latín corbus.